# Lonchitis hirsuta
Lonchitis hirsuta là một loài thực vật có mạch trong họ Dennstaedtiaceae. Loài này được L. miêu tả khoa học đầu tiên năm 1753.